# Paratethys

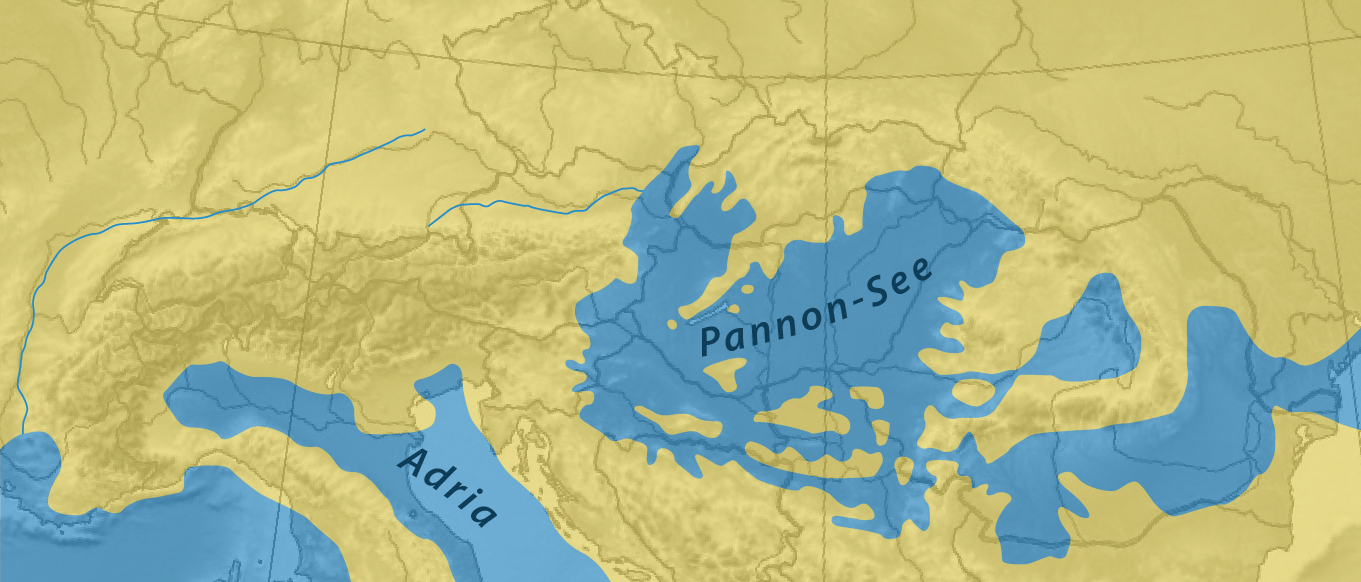
Endstadium der zentralen Paratethys als Pannon-See, ca. 11,5 mya (Tortonium, lokal Pannonium resp. Sarmatium), die westliche Paratethys liegt bereits vollständig trocken

Die Paratethys war in der Erdgeschichte ein Randmeer Eurasiens, das sich zwischen den auffaltenden alpidischen Gebirgen und dem eurasischen Festland überwiegend auf kontinentaler Kruste bildete.
Die Paratethys bildete sich vor etwa 34 Millionen Jahren zu Beginn des Oligozäns, als die nördliche Region der Tethys (Peri-Tethys) durch die Bildung der Alpen, der Karpaten, der Dinariden, des Taurus- und des Elburs-Gebirges von der mediterranen Region getrennt wurde. Während des Oligozäns und des frühen und mittleren Miozäns war die Paratethys zeitweise wieder mit der Tethys oder ihren Nachfolgern (dem Mittelmeer oder dem Indischen Ozean) verbunden, doch mit Beginn des späten Miozäns verwandelte sich die Paratethys in einen tektonisch eingeschlossenen See, der sich von den Ostalpen bis zum heutigen Kasachstan erstreckte. Ab dem Pliozän (vor ca. 5 Millionen Jahren) wurde die Paratethys immer flacher. Das heutige Schwarze Meer, das Kaspische Meer, der Aralsee, der Urmiasee und der Namaksee gehören zu den Überbleibseln des Paratethys-Meeres.

## Räumliche Gliederung
Die Paratethys wird heute nach faziellen, biogeographischen und plattentektonischen Aspekten in drei Teilregionen unterteilt:
- westliche Paratethys: umfasste das Rhone-Becken in Ostfrankreich sowie das Molassebecken der Schweiz und des westlichen Bayerns.
- zentrale Paratethys: erstreckte sich vom Molassebecken Ostbayerns bis zur östlichen Vortiefe des Karpatenbogens und schloss die intermontanen Becken Wiener Becken, Steirisches Becken und Pannonisches Becken mit ein.
- östliche Paratethys: das mit Abstand größte der drei Teilgebiete erstreckte sich vom Schwarzen Meer bis zum Aralsee in Zentralasien.

Das Schwarze Meer und das Kaspische Meer sowie der Ohridsee im Grenzgebiet von Mazedonien und Albanien sind Restgewässer der Paratethys.
Im Bereich u. a. des heutigen Neusiedler Sees und des Balatons bestand zwar ab dem oberen Miozän ein ausgedehnter Brackwasser-See, der Pannon-See, jedoch sind die beiden heutigen Seen erst vor relativ kurzer Zeit entstanden und stellen deshalb, anders als z. B. der Ohridsee, kein Restgewässer der Paratethys dar.

## Namensgebung und Geschichte
Der Begriff Paratethys wurde 1924 von Wladimir Dmitrijewitsch Laskarew (1868–1954) in erster Linie vorgeschlagen, um die Faunen der Paratethys von den mediterranen Faunen abzugrenzen.

## Plattentektonische Situation
Durch die Norddrift von Afrika zusammen mit der noch festverbundenen Arabischen Halbinsel und der heutigen Indischen Platte verschwand der Tethys-Ozean bis zum Obereozän zunehmend in den sich bildenden alpidischen Orogenen. Im Westen wurde sein südlicher Arm allmählich zu einem kleinen Rest reduziert, der heute im östlichen Mittelmeer steckt. Der nördliche Tethysarm war reduziert auf ein schmales, tiefes Becken nördlich der alpidischen Kollisionsfront.  Südlich von Indien bildete sich ein neuer Ozean, der Indische Ozean.
Im weiteren Verlauf der alpidischen Orogenese bildete sich etwa an der Eozän/Oligozän-Grenze nördlich der Orogenfront ein überwiegend kontinentales Randmeer, die Paratethys, und im westlichen Teil des Orogens, südlich seiner Front, das Mittelmeer. Im weiteren tektonischen Ablauf der Ereignisse bildeten sich im westlichen Mittelmeer zudem neue ozeanische Teilbecken. Der Ablagerungsbereich des westlichen Teils der Paratethys wird auch allgemein Molassebecken genannt.

## Paläogeographie und Sedimentation
An der Eozän/Oligozän-Grenze war die westliche Paratethys weitgehend vom Mittelmeer abgetrennt. Lediglich in den westlichen Voralpen und im Bereich des heutigen Slowenien öffneten sich noch tiefere Meeresbereiche zum Mittelmeer. Die Dänisch-Polnische Straße und eine weitere Meeresstraße im Bereich des Rheingrabens verbanden die Paratethys während NP21 (Paläogennannoplankton-Zone 21 = untere regionale norddeutsche Stufe Latdorfium, untere globale Stufe Rupelium) mit der Nordsee. Eine erste gewisse Isolierung der Paratethys deutet sich mit der Sedimentation von Schwarzschiefern in der darauf folgenden Zone NP 22 an. Im oberen Teil von NP 22 kamen die weitverbreiteten Spiratella/Limacina- oder Pteropoden-Mergel zur Ablagerung, die quasi als Leithorizont zur Korrelation benutzt werden können. In der östlichen Paratethys hielt die Sedimentation nicht Schritt mit der Absenkung. In den immer tiefer werdenden Becken bildeten sich unter Schwefelwasserstoff-Bedingungen Schwarzschiefer und Manganerze. Diese Ablagerungsbedingungen hielten im östlichen Teil durch das gesamte Oligozän und Untere Miozän an. In der Zone NP23 wurden die Verbindungen zu den Weltmeeren weitgehend unterbrochen, und es kam unter anaeroben Verhältnissen zur Ablagerung von dunklen, gebänderten Tonen, Nannoplankton-Mergeln, die nur eine Art enthalten, und limnisch-brackischen Diatomiten. Marine Faunen sind nur aus dem westlichsten Teil der Paratethys bekannt.
Erst im mittleren Oligozän (NP24 = regionale Stufe des Kiscelliums, globale Stufe des Aquitaniums) stellten sich im gesamten Paratethys-Bereich wieder vollmarine Bedingungen ein. Die Meeresstraße im Bereich des heutigen Slowenien wurde breiter. Vermutlich existierte auch eine Verbindung vom Indischen Ozean zur Paratethys im Bereich des heutigen Kaukasus. Es wurden nun überwiegend klastische Sedimente (Ton- und Sandsteine) abgelagert, z. T. auch als Turbidite. Am Ende des Oligozäns zog sich das Meer aus dem westlichen Teil der Paratethys bis auf die Linie München-Salzburg zurück, so dass hier nur limnische und fluviatile Sedimente abgelagert wurden („Untere Süßwassermolasse“). Weiter östlich verbreiterten sich die Verbindungen zum offenen Meer. Im Bereich Thrakiens öffnete sich während der Zone NP25 zudem eine neue Verbindung zum Mittelmeer. Diese Verhältnisse hielten bis ins unterste Miozän (NN1 = Neogennannoplankton-Zone 1) an. Marine Faunen aus dem Bereich des heutigen Iran (Weichtiere und Großforaminiferen) konnten bis in die zentralen Bereiche der Paratethys vordringen. Auch im Burdigalium bestanden enge faunistische Beziehungen zum Indopazifischen Raum. Ein Horizont mit riesigen pectiniden Muscheln und anderen großwüchsigen Weichtieren erstreckte sich von Kalifornien bis ins bayerische Molassebecken.
Im unteren Burdigalium (= Eggenburgium) öffnete sich die Verbindung in der westlichen Paratethys wieder, dafür schloss sich die Meeresverbindung im Gebiet des heutigen Slowenien. Im oberen Burdigalium (Ottnangium) kollidierte Afrika zusammen mit der noch mit ihr verbundenen Arabischen Halbinsel mit der Anatolischen Platte, und die Verbindung zum Indischen Ozean wurde unterbrochen. Das Mittelmeer war nun ausschließlich eine Bucht des Atlantik. Die östliche Paratethys verlor ihre Verbindung zum offenen Meer und süßte aus, das sog. Kotsakhurium-Becken entstand, in dem sich eine endemische Fauna entwickelte. In der westlichen Tethys blieb die Verbindung zum Mittelmeer offen, ein schmaler Korridor öffnete sich über den Rheingraben zur Nordsee. Der östliche Teil der karpatischen Vortiefe wurde ein Evaporitbecken. Am Ende des Ottnangium ereignete sich eine Regression und ästuarine Sedimente wurden in der zentralen Paratethys abgelagert.
Im mittleren Miozän kam es zu einer Transgression, die sich mit der Basis des Langhium korrelieren lässt. Zwischen Anatolien und der arabischen Halbinsel öffnete sich eine neue Verbindung zwischen Mittelmeer und Indischem Ozean, ebenso eine Meeresverbindung im östlichen Anatolien zwischen der östlichen Paratethys und dem Indischen Ozean. Allerdings brachte diese Meeresverbindung wohl keine vollmarinen Verhältnisse für das gesamte Becken. Dieser Meeresspiegelhochstand war auch gekoppelt mit tropischen Verhältnissen im Paratethysbereich, die sich bis Südpolen erstreckten.
Die Regression im unteren Serravallium beendete die Verbindungen der Paratethys zum offenen Meer weitgehend. Die östliche Paratethys entwickelte sich zum Karaganium-See. In der zentralen Paratethys wurden das Transsylvanische Becken und die Karpaten-Vortiefe zu Evaporitbecken. Nur das Pannonische Becken behielt eine Verbindung zum Mittelmeer. Diese Verbindung schloss sich im Laufe des Serravallium. Dafür öffnete sich wieder eine Meeresverbindung zur östlichen und zentralen Paratethys, wie indopazifische Faunen in der Paratethys zeigen. Letztmals stellten sich marine Bedingungen vom Wiener Becken im Westen bis zum Transkaspischen Becken im Osten ein.
Am Ende des Badenium wurde die Paratethys weitgehend vom offenen Meer isoliert. Vermutlich existierte nur noch eine schmale Meeresverbindung zwischen Mittelmeer und östlicher Paratethys über Ostanatolien.
Zu Beginn des Sarmatiums ging vermutlich auch diese Meeresverbindung verloren. Die Salinität sank und – wichtiger für die Faunenentwicklung – die Alkalinität erhöhte sich. Alle stenohalinen Organismen starben aus. Die Fauna glich sich im gesamten (Rest-)Bereich der Paratethys an. Im Bereich der zentralen Paratethys verkleinerte sich der Sedimentationsraum zunehmend, und die Karpatenvortiefe fiel trocken. Im Karpatenbogen bildete sich ein Brackwassersee mit stark reduzierter Salinität, der Pannon-See. In diesem Bereich starben die sarmatischen Faunenelemente fast völlig aus, während die Sarmatfauna im Dacischen und Euxinischen Teilbecken weiter ausdauerte. Dort ereignete sich im Bessarabium und Khersonium eine Massenvermehrung von Muscheln der Familie der Mactridae. Im oberen Khersonium kam es zu einer Regression, die kurzzeitig das Schwarze Meer isolierte, das aber im unteren Maeotium wieder geflutet wurde. Eine weitere Regression im oberen Maeotium führte zu den annähernd Süßwasserbedingungen des Pontium. Der Pontische See erstreckte sich vom Pannonischen Becken bis zum Schwarzen Meer. Mit der pliozänen Transgression stellten sich ungefähr die heutigen Verhältnisse ein.

## Stratigraphie
Im zentralen und östlichen Paratethysbereich wird eine von der globalen Stratigraphie abweichende Stufengliederung verwendet, da die dortigen Sedimentgesteine oft nur sehr schwer mit der globalen Gliederung zu korrelieren sind.
Im zentralen Paratethys-Bereich wird folgende Gliederung verwendet:
- Romanium
- Dacium
- Pontium
- Pannonium
- Sarmatium
- Badenium
- Karpatium
- Ottnangium
- Eggenburgium
- Egerium
- Kiscellium.

Im östlichen Paratethys-Bereich, etwa im Bereich des Schwarzen und des Kaspischen Meeres, werden meist andere regionale Stufen verwendet:
- Kimmerium
- Pontium
- Maeotium
- „Sarmatium“ (nicht identisch mit dem Sarmatium der westlichen Paratethys), meist unterteilt von unten nach oben in: Volhynium, Bessarabium und Khersonium
- Konkium
- Karaganium/Tshokrakium (werden meist zusammengefasst)
- Tarkhanium
- Kotsakhurium
- Sakaraulium
- Karadzhalganium
- Kalmykium
- Solenovium
- Pshekium.